# Aeropuerto Internacional de Norwich
Para el uso militar de esta instalación, véase RAF Horsham St Faith
El Aeropuerto Internacional de Norwich (IATA: NWI, OACI: EGSH), también conocido como Aeropuerto de Norwich, es un aeropuerto en la Ciudad de Norwich dentro del condado de Norfolk, Inglaterra a 2,8 nmi (5,2 km) al norte del centro de la ciudad y al borde de los suburbios de la ciudad.
Junto con una larga historia de vuelos al Aeropuerto de Ámsterdam Schiphol con KLM Cityhopper (anteriormente KLM UK), se ofrecen vuelos a diversos destinos en el Reino Unido y Europa. Junto a los vuelos comerciales, también se operan vuelos chárter desde Norwich. Bristow Helicopters transporta personal a extracciones de gas del Mar del Norte y Skydrift Air Charter, Sterling Helicopters y SaxonAir Charter opera aviones privados y ejecutivos y vuelos chárter de helicópteros. 
El aeropuerto de Norwich tiene una licencia de aeródromo de uso público de la CAA (Número P723) que posibilita los vuelos para el transporte público de pasajeros o de instrucción de vuelo.

## Beneficios
- Bajo nivel de utilización.
- Una sola terminal.

## Instalaciones
El aeropuerto cuenta con una pista (designada 09/27), tiene 1.841 metros de longitud. Una pequeña pista de 1.285 metros de longitud (designada 04/22) fue cerrada en 2006, y es ahora usada como rodadura. El aeropuerto tiene nueve puestos de estacionamiento para aviones comerciales.

## Aerolíneas y destinos

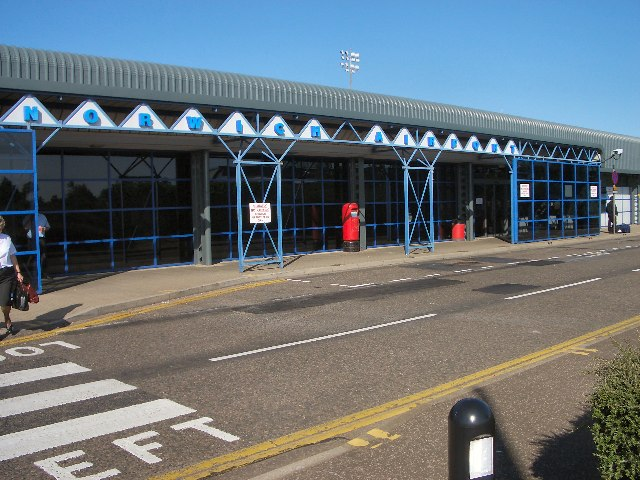
Entrada a la terminal.

| Aerolíneas                     | Destinos                                                                                            |
| ------------------------------ | --------------------------------------------------------------------------------------------------- |
| Blue Islands                   | Estacional: Jersey                                                                                  |
| KLM operado por KLM Cityhopper | Ámsterdam                                                                                           |
| Loganair                       | Aberdeen                                                                                            |
| Ryanair                        | Estacional: Alicante, Faro, Malta (todos inician 1 de abril de 2024)                                |
| TUI Airways                    | Tenerife Sur Estacional: Corfú, Dalaman, Heraclión, Ibiza, Menorca, Palma de Mallorca, Pafos, Rodas |

## Operadores con base en el aeropuerto
- Bond Helicopters[7]
- Bristow Helicopters[8]
- KLM[9]
- NHV Helicopters[10]
- SaxonAir Charter & SaxonAir Flight Support
- East Anglian Air Ambulance[11]
- Norfolk Constabulary Air Operations Unit[12]
- Skydrift Air Charter

## Estadísticas
Ver fuente y consulta Wikidata.
| Puesto | Aeropuerto        | Pasajeros | Variación  |
| ------ | ----------------- | --------- | ---------- |
| 1      | Ámsterdam         | 83.751    | 622,3%     |
| 2      | Aberdeen          | 32.346    | 35,4%      |
| 3      | Palma de Mallorca | 26.323    | 697,9%     |
| 4      | Tenerife–Sur      | 22.110    | 381,4%     |
| 5      | Dalaman           | 14.050    | nueva ruta |
| 6      | Menorca           | 13.880    | nueva ruta |
| 7      | Corfu             | 8.577     | 233,1%     |
| 8      | Heraclión         | 8.512     | nueva ruta |
| 9      | Rodas             | 8.315     | nueva ruta |
| 10     | Ibiza             | 8.088     | nueva ruta |

## Historia
El primer aeropuerto de Norwich fue instaurado en un antiguo aeródromo de la Primera Guerra Mundial en Mousehold Heath donde actualmente se encuentra la sede estatal. Cayó en desuso a comienzos de la Segunda Guerra Mundial.

## RAF Horsham St Faith
El lugar actual, anteriormente conocido como Royal Air Force Station Horsham St Faith, o más comúnmente RAF Horsham St Faith, fue creado en 1939 y oficialmente inaugurado el 1 de junio de 1940 como base de bombarderos.
Desde septiembre de 1942 Horsham St. Faith fue utilizado por el octavo destacamento aéreo de la USAF. La USAF designó al aeródromo como Base 123 (HF).
El aeródromo fue transferido al Grupo de cazas de la RAF el 10 de julio de 1945 cuando fue ocupado por cuatro esduadrones de Gloster Meteor. RAF Horsham St. Faith fue una base de control de fronteras de la RAF durante muchos años, y sus escuadrones participaron en muchos ejercicios post-bélicos. La base fue desmantelada el 1 de agosto de 1963.

## Aeropuerto civil
La Real Fuerza Aérea dejó Horsham el 24 de marzo de 1967. Durante los dos años siguientes la mayor parte del aeródromo y sus edificios fueron vendidos a la ciudad de Norwich y al Consorcio del Condado de Norfolk, una pequeña parte permaneció en manos del Ministerio de Defensa (MoD). Norwich Airport Ltd bajo la propiedad de los consorcios de la ciudad y el condado desarrollaron el moderno y actual Aeropuerto Internacional de Norwich.
La mayoría de los edificios de la Segunda Guerra Mundial usados por la USAF permanecen en el emplazamiento, aunque reconvertidos para su uso en cuestiones varias. Tres de los cinco hangares grandes previos a la guerra continúan siendo usados para el mantenimiento de aeronaves. Los dos restantes han sido rehabilitados para su uso comercial. La torre de control todavía perdura, aunque su parte superior ha sido restaurada y se ha construido una nueva torre adyacente a la pista principal en la actualidad. Otros edificios de los tiempos bélicos forman ahora parte del parque industrial aeroportuario (propiedad de los consorcios de la ciudad y el condado) y a su lado se han construido nuevas estructuras.
Las antiguas barracas de la RAF situadas frente a Old Catton fueron hasta 1993 usadas por la Universidad de East Anglia como residencia de estudiantes, conocida por estos como "Fifers Lane" hasta su demolición para dar cabida a una urbanización residencial.
Mientras que la mayoría de pistas y calles de rodadura del aeródromo militar perduran, sólo se usa principalmente una pista, la este-oeste 09/27, que fue implementada en la franja este por la RAF en 1956, para evitar los despegues y aterrizajes sobre las áreas en construcción. Una parte de la antigua pista principal es en la actualidad usada por aviones ligeros.
En marzo de 2004, los consorcios de la ciudad y el condado vendieron el 80,1% de Norwich Airport Ltd a Omniport reteniendo pese a todo, el 19,9% de la empresa. Omniport adquirió también el 100% de Norwich Airport Travel Ltd. Desde su venta a Omniport el aeropuerto se ha convertido en una de las bases británicas de la compañía de costes reducidos Flybe y el número de vuelos y destinos operados ha crecido rápidamente. En 2005 se inició un programa de ampliación de la terminal valorado en 3,5 millones de libras.
Fue anunciado en abril de 2008 que Flybe tenía previsto reducir rutas y frecuencias en el aeropuerto de Norwich. Glasgow fue suprimido en mayo, y el vuelo a París-Charles de Gaulle se convirtió en un vuelo Norwich-Jersey-Charles de Gaulle service, convirtiéndose en un servicio indirecto. El vuelo a Guernsey vio reducidas sus frecuencias a un único vuelo los sábados.
El 5 de julio de 2008, LTE International Airways inició sus vuelos regulares a Alicante, Barcelona y Palma de Mallorca para la temporada de verano de 2008 season y además de estas rutas, desde el inicio de la temporada de invierno 2008/2009 se anunciaron nuevas rutas a Málaga-Costa del Sol, Tenerife y Gran Canaria, sin embargo, debido a las dificultades financieras de la compañía, los servicios de LTE (incluyendo todos los efectuados desde Norwich) fueron suspendidos sin previo aviso.